# Edison Muñoz
Pour les articles homonymes, voir Muñoz.
Muñoz  López est un nom espagnol. Le premier nom de famille, en général paternel, est Muñoz ; le second, en général maternel, souvent omis, est López.
Edison Muñoz López, né le 7 mai 1995 à Apartadó, est un coureur cycliste colombien.

## Biographie
Edison Muñoz est originaire d'Apartadó, une localité située dans le département d'Antioquia,. Mécanicien vélo de profession, il mène aussi une carrière cycliste au niveau national. Il s'est notamment classé cinquième de la version espoir du Tour de Colombie en 2017. 
En 2018, il termine meilleur grimpeur de la Vuelta a Antioquia. L'année suivante, il participe de nouveau à cette course. Une chute le contraint cependant à l'abandon. Mal remis de ses blessures, il contracte une méningite, qui l'oblige à suivre un séjour de deux mois à l’hôpital. Il fait néanmoins un retour réussi à la compétition en fin de saison, avec le titre de meilleur grimpeur sur le Clásico RCN. 
En 2020, il s'impose sur la deuxième étape du Clásico RCN. Il termine ensuite neuvième du championnat de Colombie sur route en 2021, puis huitième de l'édition 2022, face aux meilleurs cyclistes du pays.

## Palmarès et résultats

### Palmarès par année
- 2020
  - 2e étape du Clásico RCN
- 2022
  - 3e de la Vuelta al Tolima
- 2024
  - Clásica de Girardota :
    - Clasemenent général
    - 1re (contre-la-montre) et 2e étapes[3]

### Classements mondiaux
| Année            | 2021 | 2022 |
| ---------------- | ---- | ---- |
| UCI America Tour | 354e | 312e |